# Praia do Ribatejo
Praia do Ribatejo é uma povoação portuguesa sede da Freguesia de Praia do Ribatejo do município de Vila Nova da Barquinha, freguesia com 20,24 km² de área e 1448 habitantes (censo de 2021), tendo, por isso, uma densidade populacional de 71,5 hab./km².
Designou-se Paio de Pele até 1920. Foi vila e sede de concelho até ao início do século XIX. Era constituído apenas pela freguesia da sede e tinha, em 1801, 773 habitantes.
Possui o apeadeiro ferroviário de Tancos, e as estações de Almourol e da Praia do Ribatejo.

## Demografia
Nota: Nos censos de 1864 a 1920 denominava-se Paio de Pele. Pelo decreto nº 14 269, de 09/09/1927, foi-lhe dada a designação atual.
A população registada nos censos foi:
| Distribuição da População por Grupos Etários | Distribuição da População por Grupos Etários | Distribuição da População por Grupos Etários | Distribuição da População por Grupos Etários | Distribuição da População por Grupos Etários |
| -------------------------------------------- | -------------------------------------------- | -------------------------------------------- | -------------------------------------------- | -------------------------------------------- |
| Ano                                          | 0-14 Anos                                    | 15-24 Anos                                   | 25-64 Anos                                   | > 65 Anos                                    |
| 2001                                         | 296                                          | 231                                          | 1065                                         | 495                                          |
| 2011                                         | 197                                          | 166                                          | 824                                          | 515                                          |
| 2021                                         | 141                                          | 127                                          | 658                                          | 522                                          |

## Património edificado
- Castelo de Almourol
- Castelo do Zêzere
- Ponte da Praia do Ribatejo
- Convento do Loreto
- Polígono de Tancos: O Polígono Militar de Tancos - é hábito identificar simplesmente pelo nome de Tancos, localizam-se o Castelo de Almourol e várias unidades militares, nomeadamente o Regimento de Engenharia nº 1, a Brigada de Reacção Rápida (BRR), a Unidade Aviação Ligeira do Exército (UALE) e a Escola_de_Tropas_Paraquedistas